# Ischnopteris apicemaculata
Ischnopteris apicemaculata là một loài bướm đêm trong họ Geometridae.